# كيفين هوكس
كيفين هوكس (بالإنجليزية: Kevin Hooks)‏ هو مخرج وممثل أمريكي، ولد في 19 سبتمبر 1958 بفيلادلفيا في الولايات المتحدة.

## أعمال

### أفلام
- (1987) الفضاء الداخلي
- (2009)  التفكك النهائي

### مسلسلات
- العبقري
- المعاقب

## وصلات خارجية
- كيفين هوكس على موقع IMDb (الإنجليزية)
- كيفين هوكس على موقع ألو سيني (الفرنسية)
- كيفين هوكس على موقع أول موفي (الإنجليزية)
- كيفين هوكس على موقع قاعدة بيانات الأفلام السويدية (السويدية)
- كيفين هوكس على موقع إن إن دي بي (الإنجليزية)
- كيفين هوكس على موقع قاعدة بيانات الفيلم (الإنجليزية)
- كيفين هوكس على موقع كينوبويسك (الروسية)